# راکفورد (آلاباما)
راکفورد (به انگلیسی: Rockford) یک منطقهٔ مسکونی در ایالات متحده آمریکا است که در شهرستان کوسا، آلاباما واقع شده‌است. راکفورد ۸٫۶۰ کیلومتر مربع مساحت و ۴۷۷ نفر جمعیت دارد و ۲۲۵ متر بالاتر از سطح دریا واقع شده‌است.